# Johann Gerhard
Johannes Gerhard (Quedlinburg, 17 ottobre 1582 – Jena, 17 agosto 1637) è stato un teologo tedesco.
Teologo scolastico, fu attivo durante il periodo dell’ortodossia luterana.

## Biografia
Durante una perniciosa malattia, all'età di quattordici anni, cadde sotto l'influenza personale di Johann Arndt, autore di ‘’Das wahre Christenthum‘’, e decise di intraprendere studi ecclesiastici. Nel 1599 entrò all'Università di Wittenberg, dove studiò filosofia e teologia, finché un parente lo convinse a cambiare percorso e a iscriversi a medicina, che frequentò per due anni. Nel 1603 riprese la lettura teologica a Jena e l'anno successivo ricevette nuovi stimoli da parte di JW Winckelmann e di Balthasar Mentzer a Marburgo. Laureatosi due anni più tardi, iniziò a tenere lezioni a Jena. Nel 1606 accettò l'invito di Giovanni Casimiro, duca di Coburgo alla sovrintendenza di Heldburg e alla direzione del ginnasio Casimirianum.
Poco dopo divenne sovrintendente generale del ducato, carica nella quale fu impegnato nell'opera pratica di organizzazione ecclesiastica fino al 1616, quando divenne professore senior di teologia a Jena, dove trascorse il resto della sua vita.
Qui, con Johann Major e Johann Himmel, formò la "Trias Johannea".
Gerhard godeva di una grande reputazione come scrittore e teologo tra i saggi e i principi luterani e con essi mantenne un'attiva corrispondenza, come dimostrano le diecimila lettere che scrisse e i dodici fitti volumi di quelle a lui indirizzate. Fu chiamato da quasi tutte le università luterane e le città più ragguardevoli vollero averlo ospite, concorrendo a formare un volume di inviti che egli non poté soddisfare.
Malgrado la giovane età, Gerhard era già considerato il più grande teologo vivente della Germania protestante; fu sempre protagonista nelle "dispute" del periodo. Il suo parere fu ricercato per tutte le questioni pubbliche e domestiche di religione e di morale. Ricevette ripetute chiamate da quasi tutte le università della Germania  (es. Glessen, Altdorf, Helmstedt, Jena, Wittenberg) e di Uppsala, in Svezia.
Morì a Jena.

## Scritti
Numerosi sono i suoi scritti, di teologia esegetica, polemica, dogmatica e pratica. Alla prima categoria appartengono il Commentarius in harmoniam historiae evangelicae de passione Christi (del 1617), il Comment, super priorem D. Petri epistolam (edito nel 1641), così come anche il commento alla Genesi (del 1637) e al Deuteronomio (del 1658). Di carattere controverso sono la Confessio Catholica (edita dal 1633 al 1637), un'ampia opera che cerca di provare il carattere evangelico e cattolico della dottrina della Confessione augustana, con l’ausilio di autori riconosciuti dalla Chiesa Cattolica romana.
I Loci communes theologici (editi dal 1610 al 1622), la sua opera principale, sono un’esposizione del Luteranesimo “nervose, solide et copiose”, “con una pienezza di significato fattuale, una forza logica e un’accuratezza del particolare che non si erano mai viste prima”.
Le Meditationes sacrae (del 1606), opera dedicata espressamente all’edificazione cristiana, furono ristampate molte volte in latino e tradotte nella maggior parte delle lingue europee, incluso il greco. Come la Schola pietatis e alcuni scritti di Arndt, l’opera considera sterili le fonti del Protestantesimo e attinge copiosamente dalle fonti cattoliche della morale, dell'ascesi e del misticismo, quali: sant'Agostino, sant'Anselmo, san Bernardo e da Taulero. Furono i libri che compose per ravvivare la pietà e il cristianesimo pratico che languivano fra i suoi correligionari, sostenitori della salvezza per sola fede e per solo tramite della Sacra Scrittura. Per loro compose questi distici:
Qui studium hoc aevo pietatis graviter urget
Qui sophia partem tractat utramsque sanae,
Rle rosaecrucius et Weigelianus habetur
Et nota turpis ei scribitur haereseos.
La vita di Gerhard fu scritta da Fischer, un predicatore di Coburgo, nel 1723.

## Opere
- Un elenco completo delle pubblicazioni relative alle opere di Gerhard dal 1601 al 2002 è rinvenibile in Johann Anselm Steiger, ed., Bibliographia Gerhardina 1601–2002: Verzeichnis der Druckschriften Johann Gerhards (1582–1637) sowie ihrer Neuausgaben, Übersetzungen und Bearbeitungen (Stoccarda-Bad Cannstatt: frommann-holzboog, 2003). ISBN 3-7728-1930-3
- Loci Theologici (1610–1625; ristampa Berlino: Schlawitz, 1863–85), vol. 1 (1625 Exegesis), vol. 3 (1610 Loci),  vol. 5, vol. 7,  vol. 8,  vol. 9, vol. 1-9
- Confessio Catholica (Jena, 1634–37), volume 1, volume 2/1, volume 2/2, volume 2/3, (Francoforte, 1679).
- Meditationes Sacrae (testo orgiinale latino con registrazioni audio) Archiviato il 12 settembre 2009 in Internet Archive.
- Johann Gerhards Handexemplar der Lutherbibel – Copia digitale della Bibbia personale annotata di Gerhard
- (ES)   Wetzer, Diccionario enciclopédico de la teología católica: redactado por los mas sabios profesores y doctores en teología de la Alemania católica moderna. Filostorge-German, imprenta de J. Fernández y Cía., 1868,  p. 448.

### Traduzioni
- Theological Commonplaces: Exegesis, or A More Copious Explanation of Certain Articles of the Christian Religion (1625): On the Nature of Theology and on Scripture, edizione riveduta, traduzione a cura di Richard J. Dinda, annotazioni a cura di Benjamin T. G. Mayes (St. Louis: Concordia Publishing House, 2009). ISBN 978-0-7586-1512-1
- Theological Commonplaces: Exegesis, or A More Copious Explanation of Certain Articles of the Christian Religion (1625): On the Nature of God and On the Most Holy Mystery of the Trinity, tradotto da Richard J. Dinda, note a cura di Benjamin T. G. Mayes (St. Louis: Concordia Publishing House, 2007). ISBN 978-0-7586-0989-2
- Theological Commonplaces: Exegesis, or A More Copious Explanation of Certain Articles of the Christian Religion (1625): On the Person and Office of Christ, tradotto da Richard J. Dinda, commento e note a cura di Benjamin T. G. Mayes (St. Louis: Concordia Publishing House, 2009). ISBN 978-0-7586-1010-2
- Theological Commonplaces: On the Church, tradotto da Richard J. Dinda, commento e note di Benjamin T. G. Mayes (St. Louis: Concordia Publishing House, 2010). ISBN 978-0-7586-1867-2
- Meditations on Divine Mercy, tradotta da Matthew C. Harrison (St. Louis: Concordia Publishing House, 2003).
- Sacred Meditations, tradotta da C. W. Heisler (Philadelphia: Lutheran Publication Society, 1896).
- An Explanation of the History of the Suffering and Death of our Lord Jesus Christ, tradotta da Elmer M. Hohle (Malone, TX: Repristination Press, 1999).
- The External Symbols or Earthly Matter in the Lord's Supper, tradotto da Nathaniel J. Biebert (Red Brick Parsonage, 2013).
- Commentary on 1 Timothy 4:12, tradotto da Nathaniel J. Biebert (Red Brick Parsonage, 2012).
- Not Ashamed of the Cross: Commentary on 2 Timothy 1:11–18, tradotto da Nathaniel J. Biebert (Red Brick Parsonage, 2011).
- Troublesome Times: Commentary on 2 Timothy 3:1–5, tradotto da Nathaniel J. Biebert (Red Brick Parsonage, 2013).
- The Necessity of Being Persecuted: Commentary on 2 Timothy 3:10-13, tradotto da Nathaniel J. Biebert (Red Brick Parsonage, 2014).
- Finishing the Race: Commentary on 2 Timothy 4:6–8, tradotto da Nathaniel J. Biebert (Red Brick Parsonage, 2015).